# Fenneregg
Das Fenneregg, auch Fennereck oder Fenner Eck (3123 m ü. A.) ist ein Gipfel in der Rieserfernergruppe und liegt an der österreichisch-italienischen Grenze zwischen Ost- und Südtirol. Der Gipfel befindet sich nahe dem Lenkstein und dem Rosshorn. Er verfügt weder über ein Gipfelkreuz noch einen Stempel und wird oftmals als zusätzlicher Gipfel auf dem Weg zum Lenkstein bestiegen. Auf dem Gipfel befinden sich lediglich ein Grenzstein sowie ein kleiner Steinmann mit einer Holzstange. Die auf Osttiroler Seite abfallenden Flanken liegen im Nationalpark Hohe Tauern, der Südtiroler Anteil des Bergs ist im Naturpark Rieserferner-Ahrn unter Schutz gestellt.

## Anstiegsmöglichkeiten
Der Anstieg auf das Fenneregg erfolgt überwiegend über das Patscher Tal und die Barmer Hütte (2610 m). Von der Hütte verläuft der markierte Anstieg zunächst absteigend nach Norden bis zum Standort der von einer Lawine zerstörten, alten Barmer Hütte und in der Folge flach über Blockwerk aus Granit weiter. Der Anstieg erfolgt über die blockübersäten Hangterrassen der Rosshornscharte. Am nördlichen Ende der Hangterrasse liegt der durch Stahlseile versicherte Aufschwung zur Rosshornscharte, die Trittsicherheit und bei Altschnee oder Nässe Vorsicht erfordert. Nach der Rosshornscharte (2916 m ü. A.) führt der Weg nach Westen über Blöcke in eine seichte Blockmulde, von der aus das Fenneregg rasch erreicht werden kann. Der markierte Weg führt hingegen weiter von der Blockmulde auf einen Sattel und weiter zum Lenkstein.
Eine weitere Möglichkeit für den Anstieg zum Fennereck besteht über das Südtiroler Bachertal, ein Seitental des Reintals. Über verschiedene Varianten des Arthur-Hartdegen-Wegs erfolgt der Anstieg zum Lenksteinjoch. Als Stützpunkt kann die Kasseler Hütte (auch Hochgallhütte, 2.276 m) benutzt werden. Eine dritte Anstiegsmöglichkeit besteht aus dem Hinteren Defereggental von der Seebachalm. Der Weg führt zunächst durch das Seebachtal  In die Platten und über den Fleischbachkees zur Rosshornscharte.